# Manualito de imposturología física
Manualito de imposturología física es un ensayo sobre física del escritor colombiano naturalizado mexicano Fernando Vallejo. La obra fue  publicada por la Distribuidora y Editora Aguilar, Taurus Alfaguara, S.A. Fue presentado en Radio Caracol y recomendado como libro del mes en la revista SoHo.
Obra ubicada en el panorama de los estudios sobre las teorías científicas en el ámbito de la física, Manualito de imposturología física da cuenta, a lo largo 210 páginas y con división en once capítulos, de los supuestos procedimientos de quienes Vallejo considera los máximos impostores de la ciencia. En Manualito de imposturología física Vallejo intenta plantear qué fue lo que trataron de entender científicos de la talla de Newton, Maxwell, Einstein, entre otros. 

## Contenido
- Introducción (pág. 11)

Aquí, el autor propone la creación de una nueva unidad «física» para medir la mentira humana: el aquino, simbolizado A:

La imposturología es la ciencia de la impostura y su unidad es el aquino, que corresponde a la cantidad de impostura contenida en los 33 volúmenes de la Suma teológica de Tomás de Aquino.
Fernando Vallejo: Manualito de imposturología física (página 11).

- 1. Lo que le inventan a Newton (pág. 19)
- 2. Un libro feo y abstruso (pág. 41)
- 3. El misterio de la caída de los cuerpos (pág. 61)
- 4. Girar o caer, la Luna y la manzana (pág. 73)
- 5. El misterio de la elipse (pág. 91)
- 6. Actio in distans? (pág. 99)
- 7. El charlatán de Maxwell (pág. 109)
- 8.Los payasos cuánticos (pág. 171)
- 9.Los engaños del signo igual (pág. 187)
- 10. El sistema internacional de unidades o la Torre de Babel (pág. 201)
- Epílogo (pág. 209)
- Índice onomástico (pág. 211)

## Estilo
Sin bibliografía oficial, Vallejo va citando obras, mientras sus afectos y sus odios le hacen escribir desde su acervo intelectual. En Manualito de imposturología física Vallejo no ahorra críticas ni adjetivos peyorativos a físicos célebres quienes se refiere como «genios de la impostura».  
Típico del estilo propio e informal de Vallejo, en esta obra hace gala de una rica prosa salpicada de lenguaje soez y denigrante contra todos aquellos que son objeto de su llamada  ciencia de la "imposturología". Sin embargo hace gala de un profundo desconocimiento tanto de la física como de las matemáticas por lo que la obra carece de todo interés científico. Sus críticas son elementalmente falsables.
Vallejo realiza su crítica partiendo de conceptos erróneos acerca de lo que significa explicar algo en física. Supone que la física debería explicar el sentido metafísico de expresiones tales como segundo al cuadrado o kilogramo al cuadrado, cuya función es presentar de un modo aritméticamente preciso relaciones de proporcionalidad directa o inversa entre distintos fenómenos. Su función no es establecer lo que las cosas en sí mismas son, sino introducir coherencia en nuestra experiencia.
También critica el uso de experimentos imaginarios, cuando éstos sirven justamente para extender los límites de la experiencia y de este modo hacer predicciones que eventualmente puedan ser puestas a prueba.
En cuanto al uso de expresiones como acción a distancia u ondas de éter, son sólo interpretaciones de los modelos matemáticos que fueron útiles en su momento para encontrar regularidades matemáticas en las magnitudes de los fenómenos, y debieron ser finalmente desechadas.
Si la ciencia hubiera considerado absurdo ir más allá de la geometría y establecer relaciones mensurables entre fenómenos no espaciales como la aceleración o la fuerza, todavía estaríamos pensando con los conceptos aristotélicos de la escolástica, esa misma que le sirve de base a su medida de la impostura: el Aquino.
En cuanto a la cuestión de los posibles plagios hechos por Einstein y otros, son falacias ad hominem que pretenden cuestionar la empresa colectiva de la ciencia basados en los vicios de sus participantes considerados más ilustres.

### Entrevistas audio
- Entrevista en Caracol Radio a propósito de la publicación de Manualito de imposturología física. 19-02-2005 (enlace roto disponible en Internet Archive; véase el historial, la primera versión y la última). con Gustavo Gómez y Rocío Arias.

### Reseñas y críticas
- Reseña sobre Manualito de imposturología física como libro del mes en la revista SoHo
- Crítica al Manualito de imposturología física

- Datos: Q5992025